# 相模原市立博物館
相模原市立博物館（さがみはらしりつはくぶつかん）は、神奈川県相模原市中央区にある市立博物館である。

## 概要
1995年（平成7年）11月20日に開館した。建物内に常設展示室、特別展示室、天文展示室、プラネタリウム、会議室、売店などがある。入館は無料、プラネタリウムのみ有料、駐車場約100台分は無料である。
常設展示では、相模野台地の成り立ちに始まり、旧石器時代から現代にいたる郷土の歴史や自然・文化を、地質学資料・考古資料・歴史資料・民俗資料・自然史資料・ジオラマを豊富に駆使して解説する。
通りを挟んで博物館の南東隣にはJAXA相模原キャンパス宇宙科学研究所があり、例年7月下旬に行われる特別公開は、JAXA相模原キャンパスと連携している。2010年（平成22年）7月30日と31日は、小惑星探査機はやぶさのカプセルを公開して、プラネタリウム番組「HAYABUSA -BACK TO THE EARTH-」を上映した。
2021年（令和3年）3月12日から16日には、はやぶさ2が小惑星リュウグウからサンプルリターンした資料を格納したカプセルを公開した。また2021年（令和3年）12月6日から12日には、カプセル内から回収されたリュウグウのサンプルを一般公開した。

## 交通
- JR横浜線淵野辺駅よりバス「市立博物館前」下車
- JR相模原駅・小田急相模大野駅よりバス「宇宙科学研究本部」下車

## ギャラリー

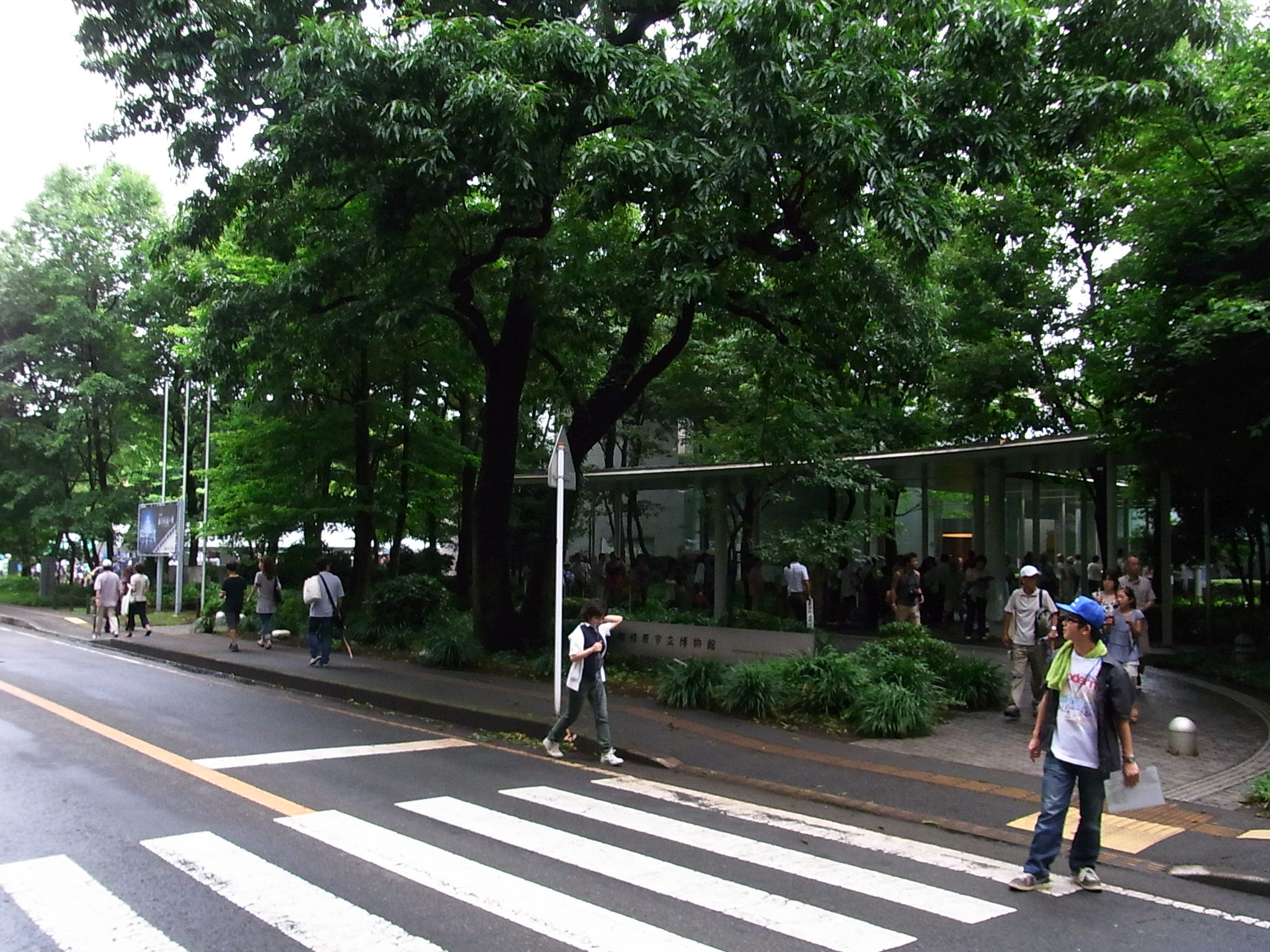
公道から博物館を見る（2010年7月30日撮影）
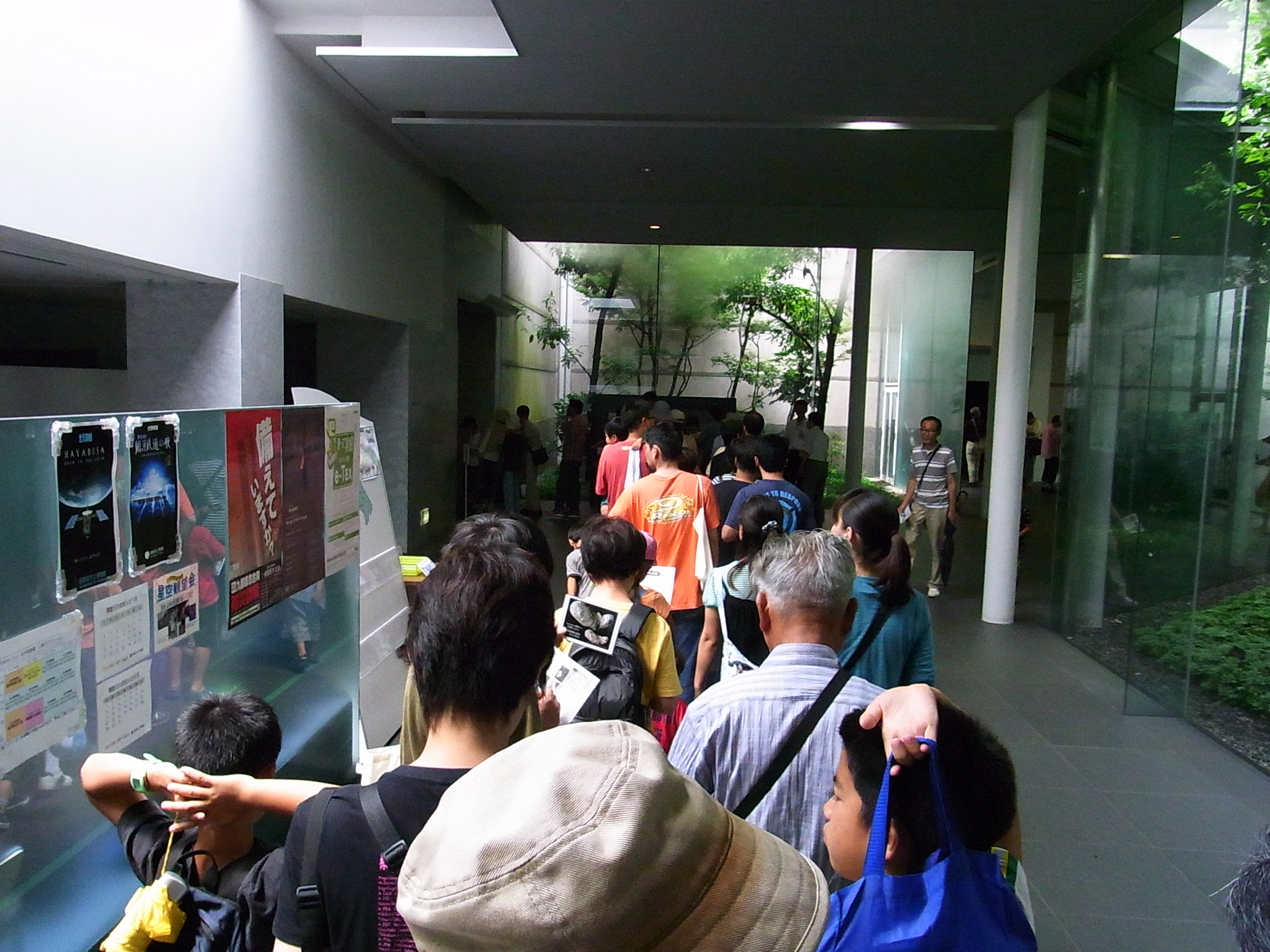
博物館入口（2010年7月30日撮影）
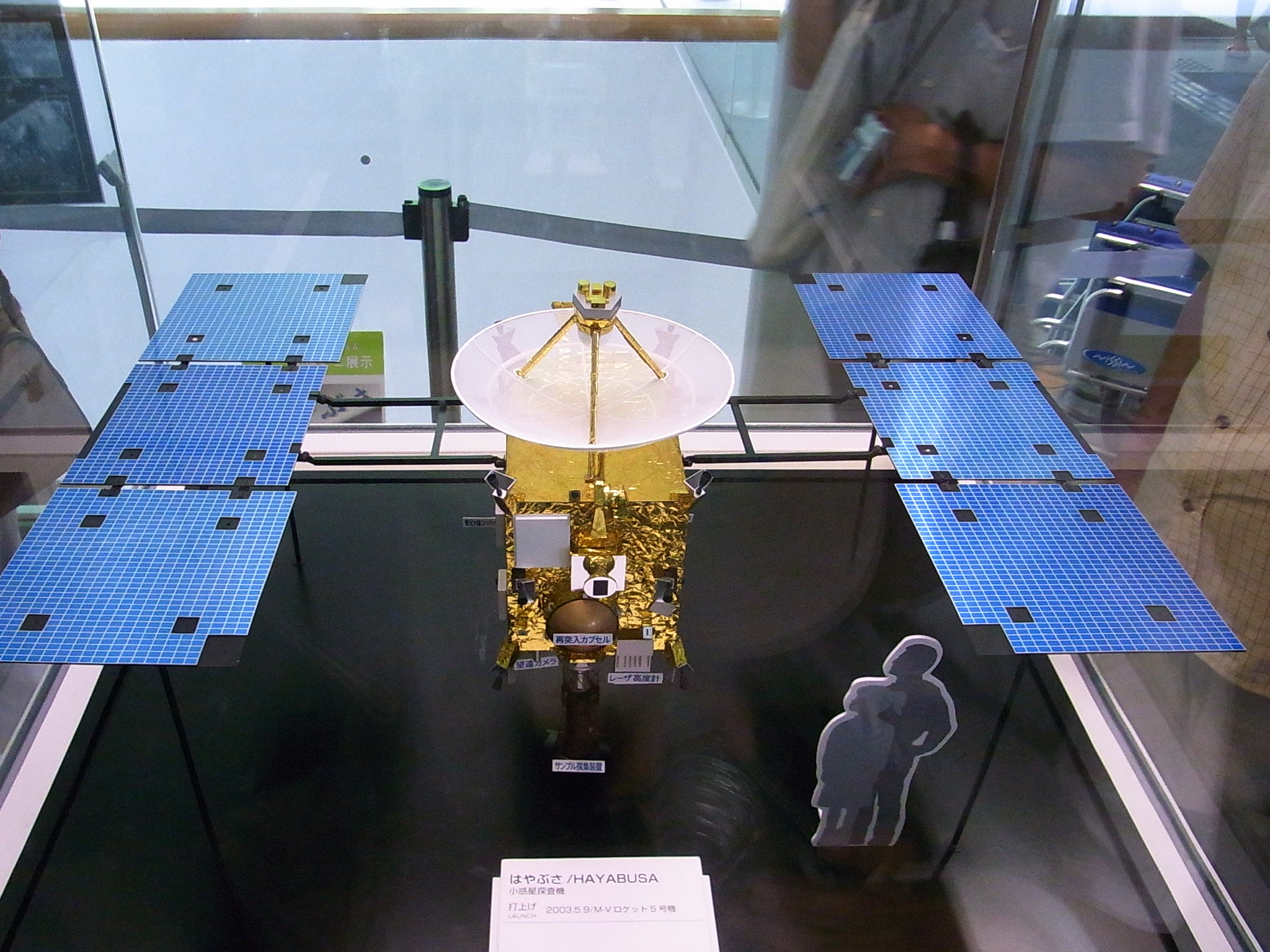
小惑星探査機「はやぶさ」（2010年7月30日撮影）
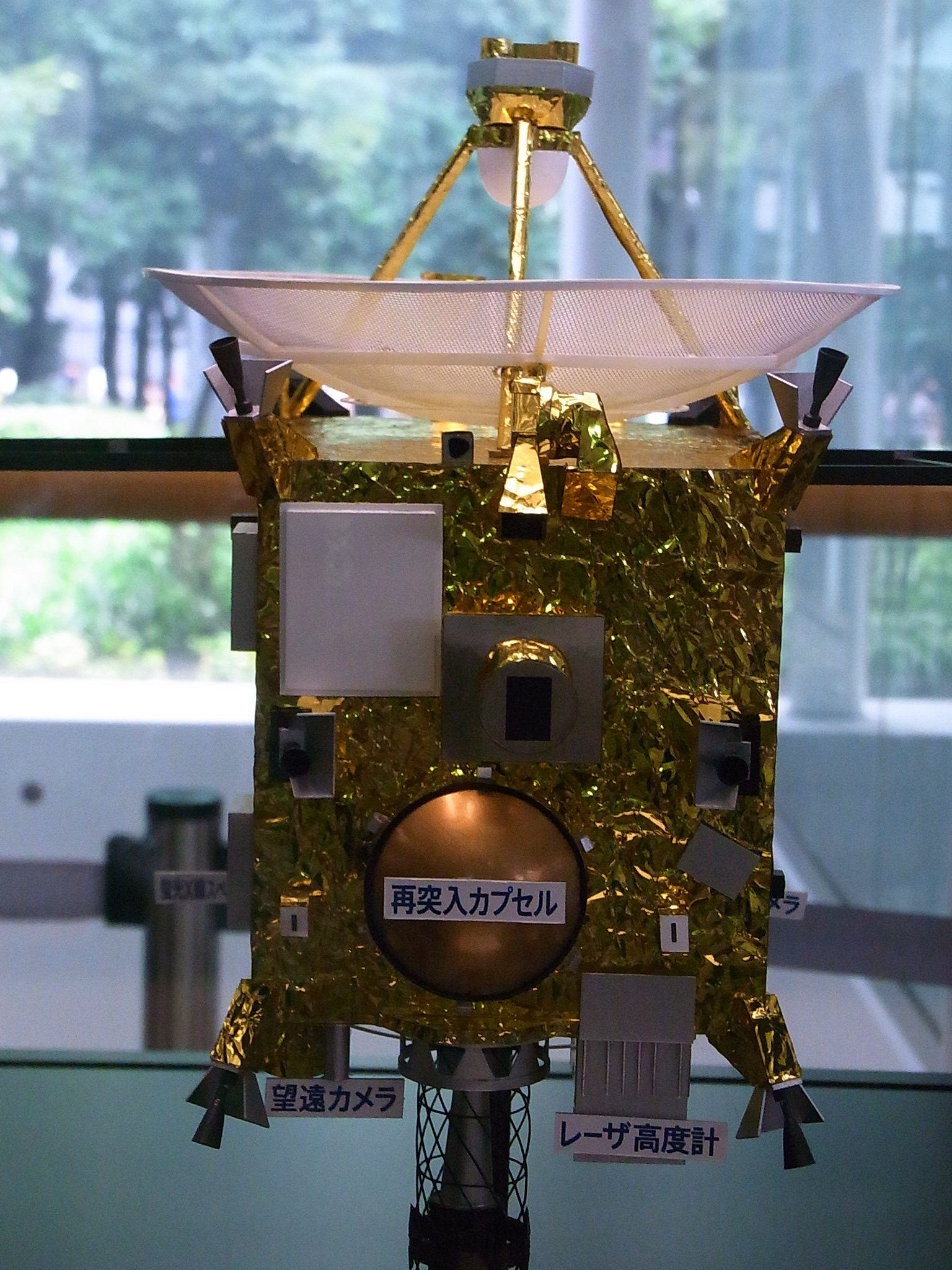
同左（2010年7月30日撮影）
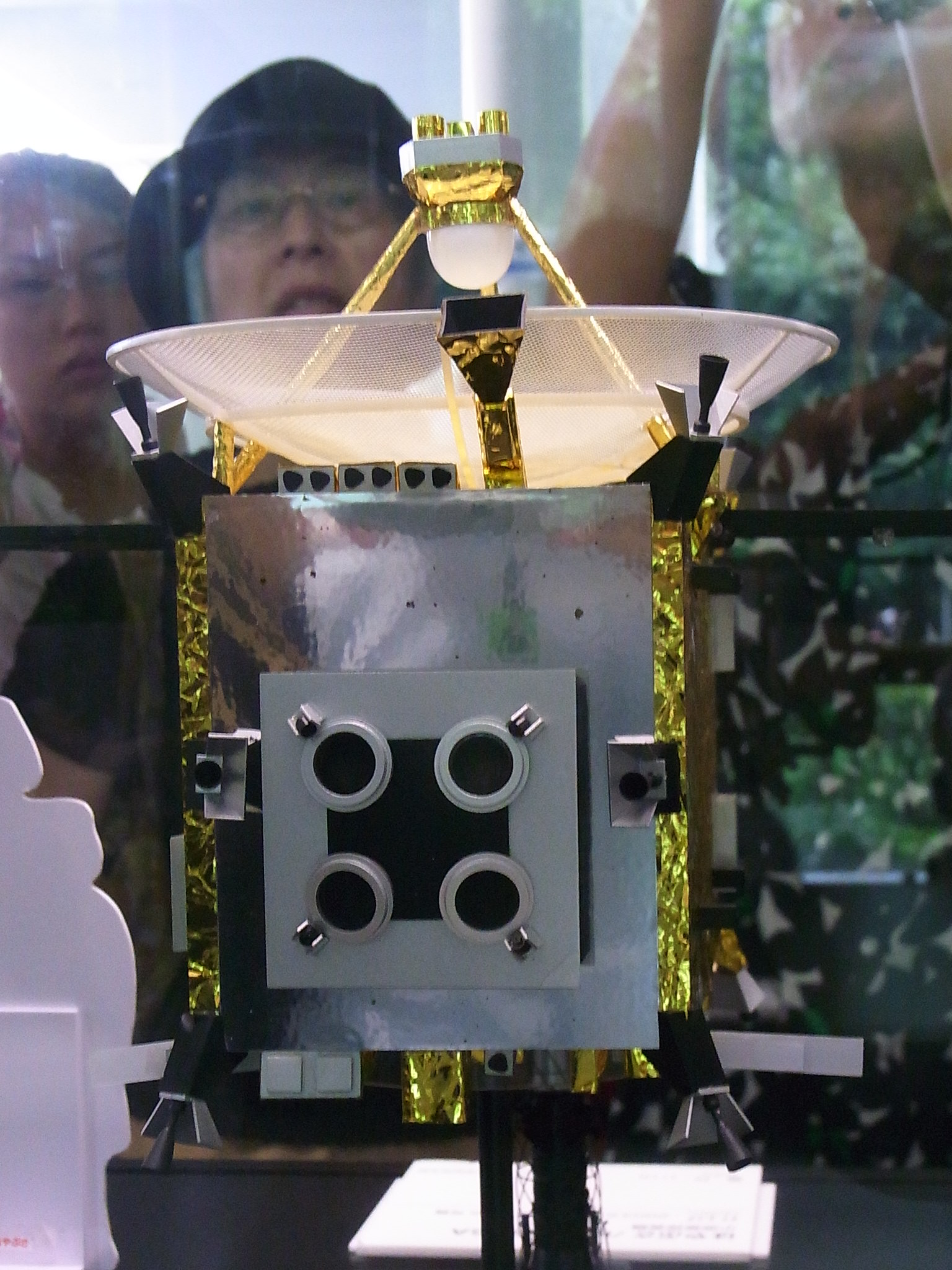
同左（2010年7月30日撮影）
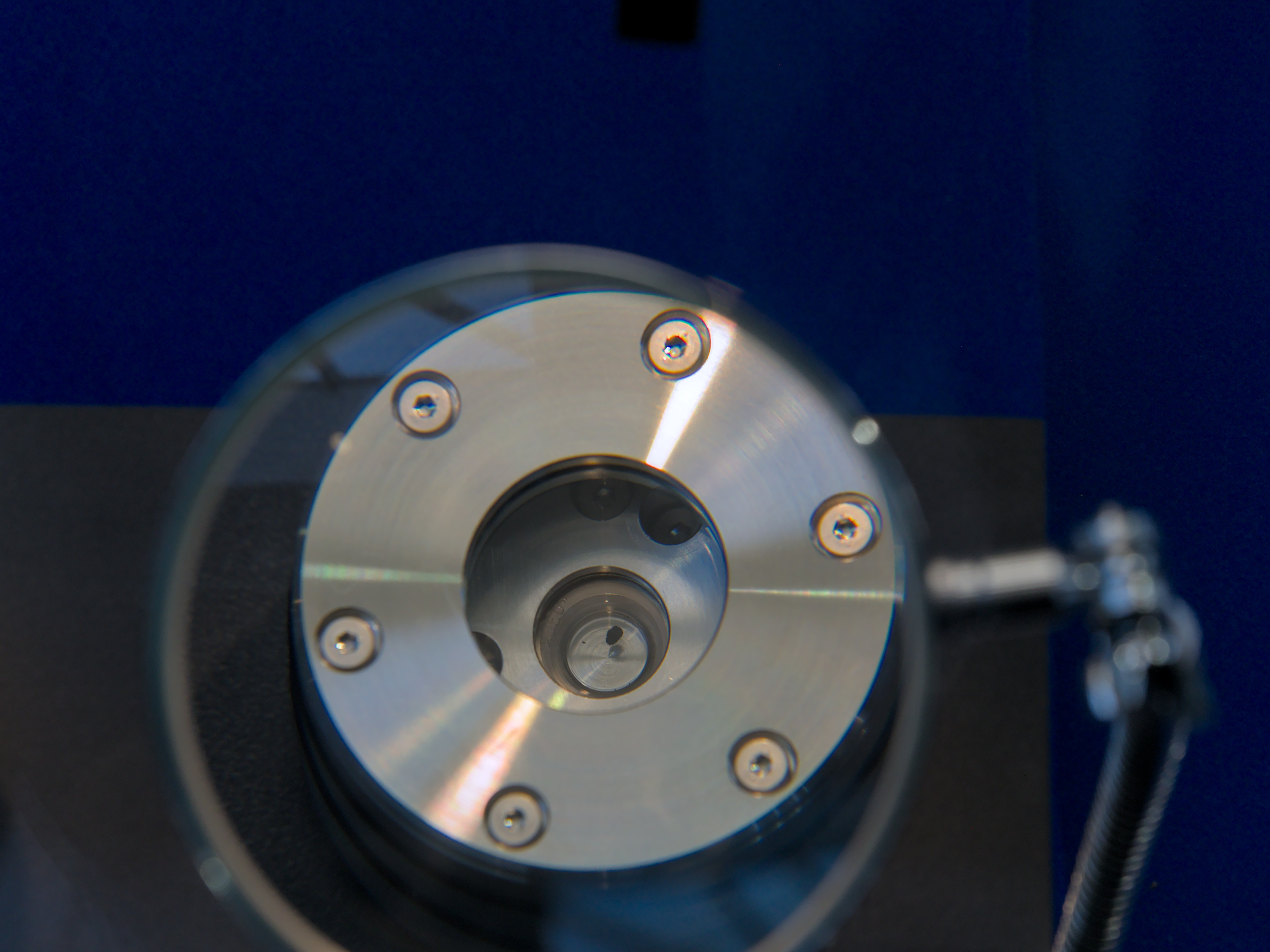
博物館にて一般公開された小惑星リュウグウのサンプル（2021年12月9日撮影）

## キャラクター
- おびのっち - 土偶のような姿の公式キャラクター。相模原市緑区澤井の大日野原遺跡（おびのっぱらいせき）から出土した縄文土器「土偶付深鉢形土器」（相模原市指定有形文化財、常設展示室にて展示）の口縁部に付く土偶型装飾がモデル[6]。
- さがぽん - タヌキ。もとは子ども向けのプラネタリウム番組用のキャラクターであったが、人気が出たためその後も残り、缶バッジや塗り絵などグッズ化した[7]。館の公式ツイッターを担当[8]。

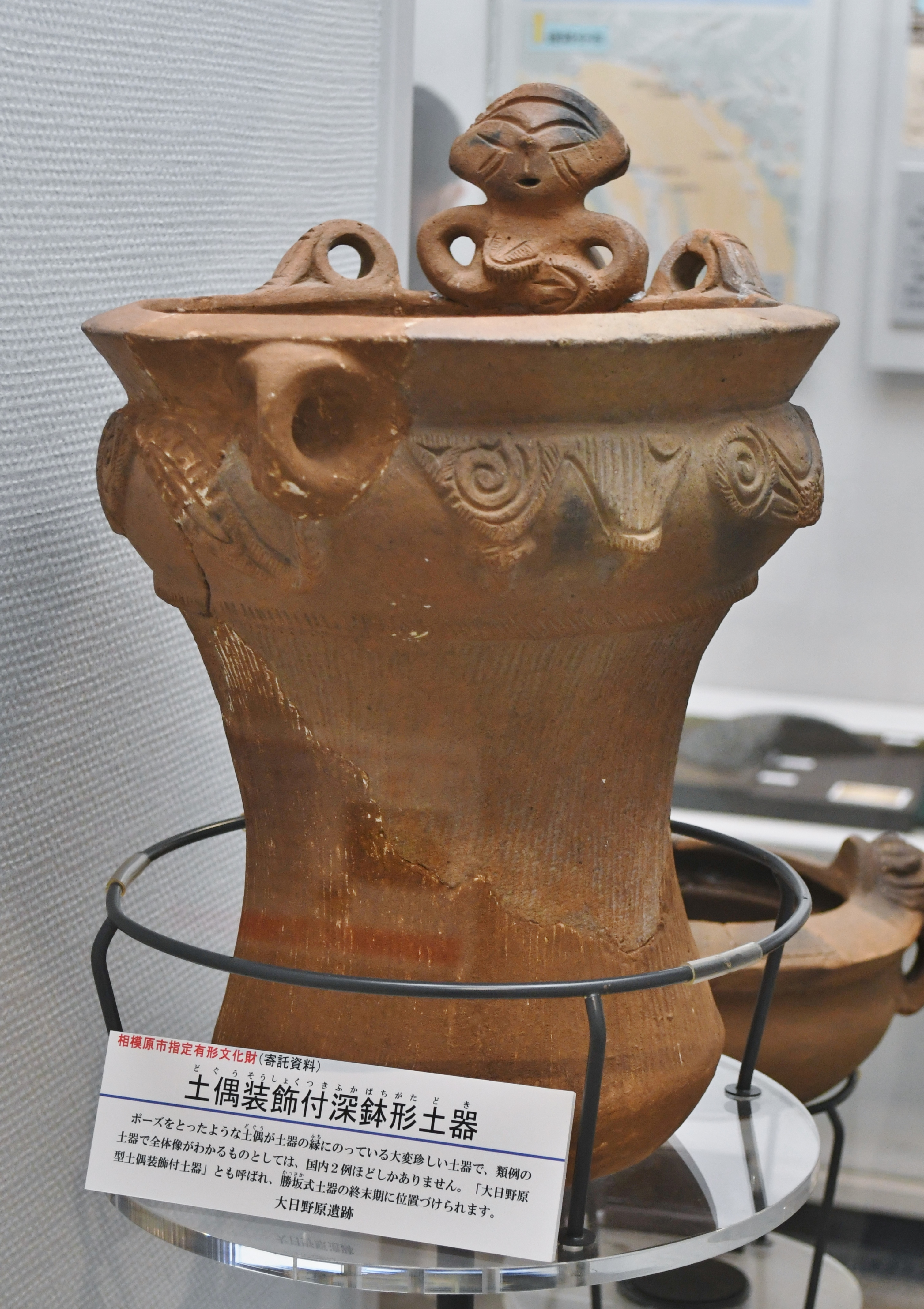
大日野原遺跡出土 土偶装飾付深鉢形土器